# Radio Erevan
Radio Erevan ali Armenski radio je sinonim za zvrst šal, ki so bile v drugi polovici 20. stoletja zelo priljubljene v nekdanji Sovjetski zvezi in ostalih komunističnih državah vzhodnega bloka, tudi v Sloveniji.
Te šale zvrsti vprašanje - odgovor domnevno izvirajo iz oddaje »Vprašanja & odgovori« (neobstoječega) Radia Armenija. Tipična oblika šale je bila:
Vprašanje Radiu Erevan: »<...>"
Odgovor Radia Erevan (ali krajše Radio Erevan): »<...>«.
pri čemer za nekakšen zaščitni znak velja začetek odgovora: »Načelno da/ne, vendar...«, kar pa ne velja za šale, ki so krožile po Sovjetski zvezi.
Zunaj Sovjetske zveze so bile znane predvsem politične šale, medtem ko so v Sovjetski zvezi »pokrivale« tudi druga področja, npr. problemi s taščo, spolnost, nacionalni stereotipi itd.

## Politične šale
Večina političnih šal sledi naslednjemu vzorcu: poslušalec zastavi vprašanje, npr. o razliki med socializmom in kapitalizmom. Odgovor se največkrat prične z »Načelno da/ne« z nadaljevanjem, ki je v nasprotju z začetkom odgovora. Primeri:
- Vpr.: Ali je kakšna razlika med kapitalizmom in komunizmom?
- Odg.: Načelno da. V kapitalizmu človek izkorišča človeka, v komunizmu je obratno.
- Vpr.: Ali je res, da bomo v času komunizma lahko naročili hrano po telefonu?
- Odg.: To je res. Dostava pa bo po televiziji.
- Vpr.: Ali je res, da je bil tovariš Popov zaradi tega, ker je generalu Minčevu rekel idiot, obsojen za veleizdajo in kaznovan z desetimi leti prisilnega dela?
- Odg.: Nikakor ne. Tovariš Popov ni bil obsojen zaradi veleizdaje ampak zaradi izdaje vojaške tajnosti.
- Vpr.: Ali so komunizem iznašli politiki ali znanstveniki?
- Odg.: Seveda so ga iznašli politiki. Če bi ga znanstveniki, bi ga prej stestirali z eksperimentom na opicah.
- Vpr.: Slišal sem, da je ideal komunizma že na horizontu. Kaj pa sploh je horizont?
- Odg.: To je namišljena črta, kjer se nebo dotika Zemlje; bolj ko se mu poskušamo približati, bolj se oddaljuje.
- Vpr.: Ali bi se dalo posledice katastrofe v Černobilu zmanjšati?
- Odg.: Načeloma da, če Švedi ne bi vsega izblebetali.
- Vpr.: Ali drži, da v Sovjetski zvezi velja enaka stopnja svobode govora kot v ZDA?
- Odg.: Načelno da. V ZDA se lahko postaviš pred Washingtonov spomenik v Washingtonu, vpiješ »dol z Bushem«, pa boš ostal nekaznovan. V Sovjetski zvezi lahko na moskovskem Rdečem trgu vpiješ »dol z Bushem«, pa boš ravno tako ostal nekaznovan.
- Vpr.: Kaj je bilo prej: kura ali jajce?
- Odg.: Prej je bilo vsega, kur in jajc.
- Vpr.: Ali drži, da je pesnik Majakovski naredil samomor?
- Odg.: Drži, in znane so tudi njegove zadnje besede: »Ne streljajte, tovariši!«
- Vpr.: Zakaj na tržišču ni moke?
- Odg.: Ker so jo začeli dodajati kruhu.
- Vpr.: Ali drži, da v Sovjetski zvezi ljudje ne potrebujejo sterea?
- Odg.: Načelno da. Natanko isto stvar se da slišati z vseh strani.
- Vpr.: Ali drži, da so pogoji v naših delovnih taboriščih odlični?
- Odg.: Načelno da. Pred petimi leti eden od poslušalcev ni bil prepričan o tem, pa se je odločil zadevo raziskati. Kaže, da mu je tam tako všeč, da se še vedno ni vrnil.
- Vpr.: Ali pod komunizmom še vedno ne bomo imeli denarja?
- Odg.: Ne, v nobenem smislu.

- (varianta): Jugoslovanski revizionisti trdijo, da v komunizmu denar bo, kitajski dogmatiki, da ga ne bomo imeli, naš načelni dialetkični odgovor pa je: kakor kdo.
- Vpr.: Ali lahko atomska bomba uniči naše mesto Erevan s sijajnimi zgradbami in prelepimi parki?
- Odg.: Načelno da. Vendar je Moskva mnogo lepše mesto.

Varianta, glede na znano "ljubezen" do sosedov, Gruzincev:
- Odg.: Da, vendar je Tbilisi tudi zelo lepo mesto.
- Vpr.: Kaj je kaos?
- Odg.: Na vprašanja o gospodarstvu ne odgovarjamo.
- Vpr.: Kdo je kozmopolitanec?
- Odg.: Politični odposlanec kozmonavtov.
- Vpr.: Ali lahko povprečen sovjetski državljan kupi volgo (= nekdanji luksuzni ruski avto)?
- Odg.: Načelno da. Samo kaj mu bo toliko vode (Volga je velika reka)?
- Vpr.: Ali drži, da ima vsak prebivalec ZDA svoj avto?
- Odg.: Načelno da. Zato pa ima pri nas vsak svoj parkirni prostor.
- Vpr.: Drži, da sta Adam in Eva bila prva socialistična človeka?
- Odg.: Načelno da. Ničesar nista imela za obleči, živela sta od tistega, kar sta lahko sama pridelala, nista imela stanovanja. Kljub temu sta verjela, da živita v raju.
- Vpr.: Ali drži, da je Madžarska največja evropska država?
- Odg.: Načelno da. Rdeča armada se je po posegu leta 1956 začela umikati iz te države, pa še do danes ni dosegla njenih meja.
- Vpr.: Ali drži, da je kapitalizem ekspresni vlak, ki drvi naravnost v prepad?
- Odg.: Načelno da. Ampak se tudi tu trudimo, da bi ga prehiteli.
- Vpr.: Ali bi se dalo v Švici uvesti socializem?
- Odg.: Načelno da, vendar bi bilo škoda.
- Vpr.: Ali je res, da je polovica članov CK idiotov?
- Odg.: Nikakor. Polovica članov CK ni idiotov.
- Vpr.: Ali bi bilo možno socializem zgraditi v puščavi?
- Odg.: Načelno da, vendar bi morali že čez nekaj let začeti uvažati pesek.

## Nesovjetske šale
- Vpr.: Kaj imata skupnega noseča trinajstletnica in trabant?
- Odg.: Oboje je družinska sramota.

## Ostale
Ko se je nekajkrat pojavil, se je vzorec »prijel« v mnogih šalah tipa vprašanje - odgovor, in mnogokrat je težko prepoznati prvotno obliko šale.
Nekatere šale namigujejo na stereotipe o Armencih (homoseksualnost) in njihovo »prijateljsko« razmerje do sosedov Gruzincev.
- Vpr.: Ali drži, da je Ivan Ivanovič Ivanov iz Moskve na tomboli zadel avtomobil?
- Odg.: Načelno da, vendar:
  1. to ni bil Ivan Ivanovič Ivanov, temveč Aleksander Aleksandrovič Aleksandrov;
  2. ni bil iz Moskve, temveč iz Odese;
  3. tisto ni bil avto, ampak kolo;
  4. ni ga zadel na tomboli, temveč so mu ga ukradli.
- Vpr.: Kakšna je razlika med erotiko in pornografijo?
- Odg.: V nastavljeni ostrini kamerinega objektiva.
- Vpr.: Kaj lahko ženska naredi iz nič?
- Odg.: Modno frizuro, solato in tragedijo.
- Vpr.: Ali ima moški lahko sto žensk v eni noči?
- Odg.: Lahko, v polarni noči.
- Vpr.: Kaj pomeni »posel po rusko"?
- Odg.: Ukrasti steklenico vodke, jo prodati in zapiti iztržek.
- Vpr.: Kdo so bili prvi ljudje?
- Odg.: Znano je, da je človek nastal iz opice. Tako je treba priznati, da so prvi ljudje bili Aron Gutan (Jud), Šimpanidze (Gruzinec) in Gavrila (Rus).
- Vpr.: Zakaj se ženske toliko ukvarjajo z zunanjostjo in tako malo s svojim razumom?
- Odg.: Ker je slepih moških veliko manj od neumnih.
- Vpr.: Ali drži, da je Čajkovski bil homoseksualec?
- Odg.: Drži, vendar ga imamo radi tudi zaradi drugih razlogov.
- Vpr.: Ali lahko ženska po treh porokah ostane devica?
- Odg.: Lahko, če je bil prvi mož Francoz, drugi Armenec in tretji sovjetski akademik.
- Vpr.: Kaj storiti, če si žena domišlja, da je avto?
- Odg.: Koliko je pa stara?
- Vpr.: Triinštirideset.
- Odg.: Na odpad!